# Музей Гуггенхайма в Абу-Даби
Филиал Музея Гуггенхайма в Абу-Даби (Guggenheim Abu Dhabi Museum) — строящийся филиал американского Музея искусства Соломона Гуггенхайма. Будет расположен на острове Саадият и станет пятым — самым крупным — филиалом нью-йоркского музея. По размеру будет в 12 раз превышать свой оригинал. Открытие планируется на 2025—2026 год.

## История создания
На создание филиала музея нью-йоркского фонда Соломона Гуггенхайма президент ОАЭ и эмир Абу-Даби шейх Халифа ибн Зайд ан-Нахайян распорядился выделить 500 миллионов евро. Площадь музея составит 45 тысяч квадратных метров. Это будет самый большой по площади из всех пяти музеев Гуггенхайма. Некоторые эксперты считают строящийся Музей Гуггенхайма в Абу-Даби первым серьёзным музеем современного искусства в арабском мире.

## Проектирование музея
Музей будет построен по проекту Фрэнка Гери.

## Будущая коллекция
У музея Гуггенхайма в Абу-Даби будет собственная коллекция произведений искусства, однако другие музеи фонда будут периодически отправлять шедевры из своих коллекций на экспозицию в Абу-Даби.